# Костёл Обретения Святого Креста (Вильнюс)
Костёл Обрете́ния Свято́го Креста́ и монасты́рь доминика́нцев (Кальварийский костёл, лит. Kalvarijų Šv. Kryžiaus Atradimo bažnyčia) — ансамбль католического костёла и доминиканского монастыря с часовнями «кальварии» в Вильнюсе в районе Ерузале по адресу улица Калварию 327 (Kalvarijų g. 327), на правом берегу реки Вилии. Входит в территорию Вяркяйского регионального парка. Службы проходят на литовском и польском языках.
Ансамбль позднего барокко с элементами рококо является памятником архитектуры местного значения (AtV 21) и охраняется государством; код 1038 в Реестре культурных ценностей Литовской Республике.

## История
Виленский епископ Ежи Бяллозор в 1661 году выделил из своих Вяркяйских владений около 140 га для устройства «кальварии» — 35 остановок Крестного пути Христова, символизирующих иерусалимский Крестный Путь, означенных часовнями, а также костёла и монастыря доминиканцев, возведённых в благодарность за избавления Вильно от московского нашествия 1655—1661 годов. Костёл и монастырь были заложены в 1664 году. По другим сведениям, епископ Бяллозор в 1662 году отделил от поместья участок и устроил остановки кальварии, а в 1675 году поселил здесь монахов доминиканцев. По другой версии, кальвария первоначально находилась под опекой доминиканцев монастыря Святого Духа в Вильно, а в 1675 году епископ Николай Стефан Пац передал кальварию и монастырь прибывшим из Варшавы доминиканцам обсервантам конгрегации Святого Людвика Бертрана, к 1700 году при поддержке епископа Казимира Бжостовского отроившие костёл.
В 1669 году были построены деревянные часовни. Тогда же по почину виленского епископа Ежи Бяллозора и монахов-доминиканцев был возведён первый деревянный храм.

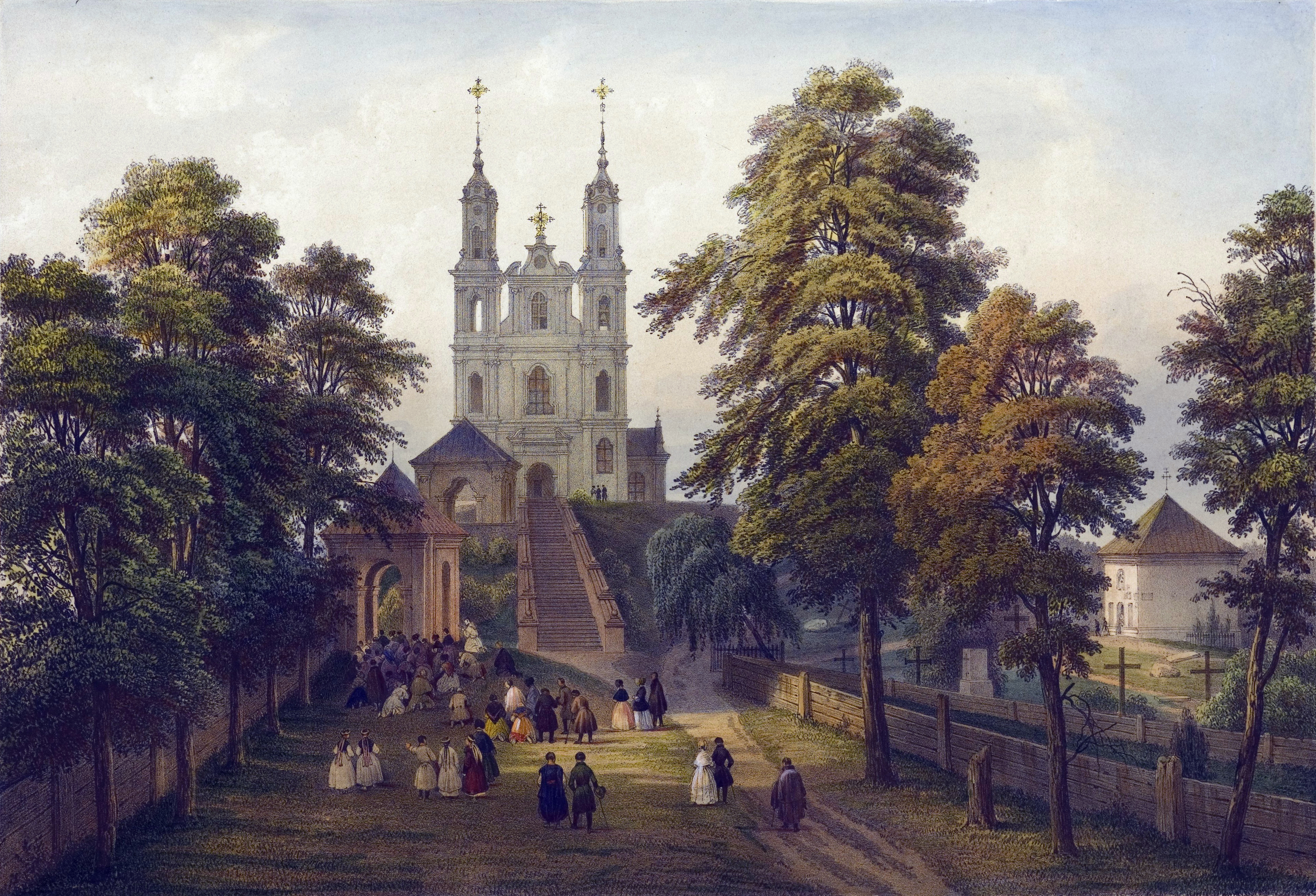
И. Ф. Хруцкий. Кальварийский костёл. Литография (1848)

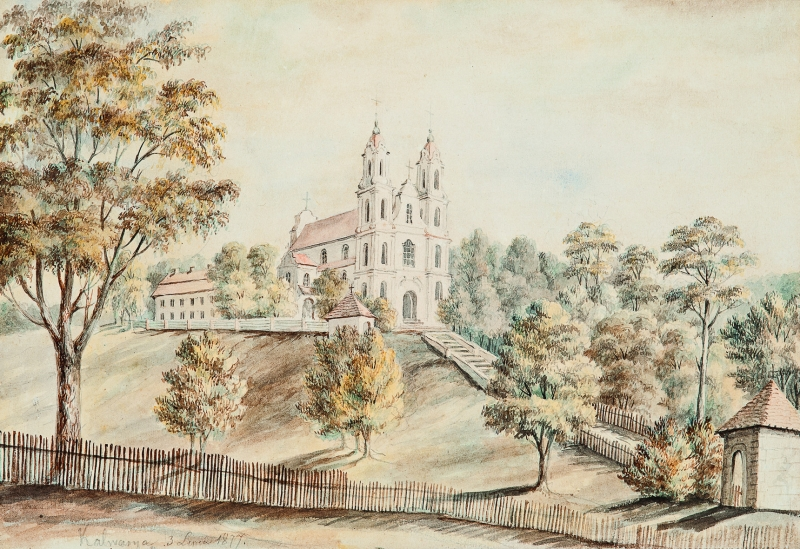
Наполеон Орда. Кальварийский костёл. Акварель

Он сгорел до 1675 года. К 1770 году костёл был отстроен. В 1755—1772 годах костёл и монастырь при поддержке Михаила и Кристины Пётровских были перестроены. Храм был в 1772 году освящён виленским епископом суфраганом Томашем Зенковичем во имя Обретения Святого Креста. В 1793 году к храму была пристроена сакристия.
В XVIII веке кальварию составляли 35 остановок: 19 каменных барочных часовен, 7 медных, ворот и мост через Кедрон, как была названа протекающая здесь речка Балтупис. В 1893 году был выстроен новый мост через Кедрон.
В 1812 году французы устроили в костёле госпиталь, в монастыре — казармы, а уходя, ограбили. Пожаром были уничтожены монастырский корпус и большая библиотека. После войны 1812 года костёл ремонтировался; по инициативе приора доминиканского монастыря Магнушевского была отреставрирована кальвария. Магнушевскому нравилась игра латинских слов и он в храме, монастыре, на внешних стенах укрепил надписи, часть которых сохранилась. Например, на фронтоне костёла „Per crucem ad lucem“ («Через крест к свету»), у главного алтаря — „Non istum, sed Christum crede per istum“ («Не в это, а в Христа верь через это»).
В 1906 году реставрировался интерьер костёла.
В 1962 году часовни были взорваны; сохранилось четыре. Они реставрировались в 1983 году.
В 1969 и 1983 году ремонтировались фасады костёла.

## Архитектура

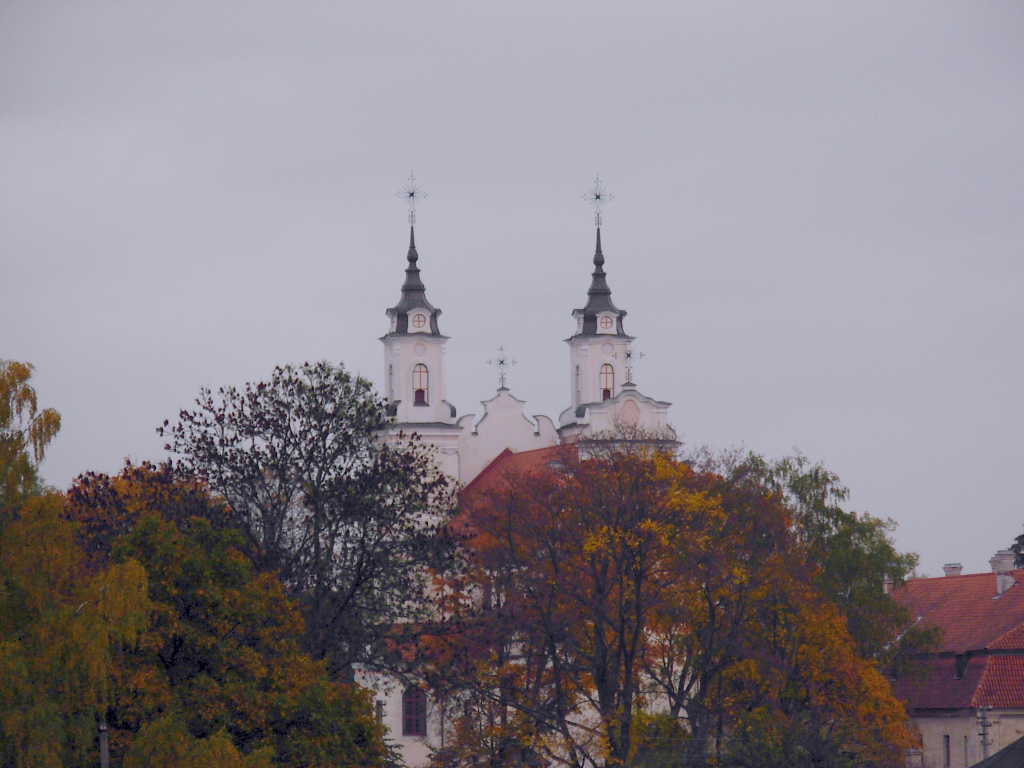
Башни костёла

Храм доминирует в ансамбле. Костёл с двумя изящными башнями построен в стиле барокко. К нему ведёт лестница в 60 ступеней из тесаного камня. Фундамент костёла сложен из камней и кирпичей, стены — кирпичные и покрыты штукатуркой. Крыша крыта черепицей.
Здание храма типа базилики с трансептом и тремя нефами. Широкий центральный неф высотой 20 м. Боковые нефы намного уже и ниже (7,2 м).
По бокам главного восточного фасада высятся четырёхъярусные, сужающиеся кверху, башни высотой 77,5 м. Вертикали башен и оконных проёмов подчёркивают лаконичные пилястры. Башни увенчаны высокими шлемами замысловатого силуэта в стиле рококо. На высоком двухъярусном фронтоне, как и на башнях, — установлен ажурный крест, выкованный из железа (вторая половина XVIII века).
В ровных стенах боковых северного и южного фасадов большие арочные окна. Фасады трансепта с волнообразными фронтонами.
Интерьер храма в стиле рококо, с богатой стенной росписью и пышным скульптурным декором. В костёле имеются шесть ценных алтарей позднего барокко (вторая половина XVIII века), амвон и крестильная купель из искусственного мрамора, орган.